# Immeuble Auteuil
L'immeuble Auteuil est la plus haute tour de La Réunion.
Avec 15 étages et 48 m de hauteur, son architecture est considérée comme audacieuse. Il comporte un radier d'1,5 m d'épaisseur et des voiles de protection solaire allant jusqu'à 0,4 m d'épaisseur. 
Il est situé dans le quartier Vauban à Saint-Denis, et a été inauguré en novembre 2011.